# Raul Bopp
Raul Bopp (Tupanciretã, 4 de agosto de 1898-Río de Janeiro, 2 de junio de 1984) fue un poeta modernista y diplomático brasileño que participó en la Semana de Arte Moderno junto con sus amigos Tarsila do Amaral y Oswald de Andrade.
Su trabajo más importante, Cobra Norato, es considerada la obra más representativa del movimiento antropófago. En ella, Bopp describe la grandeza del mundo en formación que es la Amazonía.
Pasó su vida en medio de círculos literarios, en los cuales trabó amistad con Jorge Amado y Carlos Drummond de Andrade. En 1977, ganó el Premio Machado de Assis.

## Obras

### Poesía
- Cobra Norato (1931)
- Urucungo (1932)
- Poesias (1947)
- Mironga e Outros Poemas (1978)

### Prosa
- América
- Notas de um Caderno sobre o Itamaraty
- Movimentos Modernistas no Brasil: 1922/1928
- Memórias de um Embaixador, Bopp Passado a Limpo por Ele Mesmo
- Vida e Morte da Antropofagia
- Longitudes